# 황집중
황집중(黃執中 ; 1533년 ~ 1593년)은 조선 선조 때의 화가이다. 자는 시망, 호는 영곡이며, 본관은 창원이다.
1576년에 진사시에 합격하였으며, 특히 포도를 잘 그렸다. 당시 이정의 대나무와 어몽룡의 매화와 더불어 3절로 불리었다. 주요 작품으로는 〈포도도〉가 있다.